# Liste der Mannschaften des Jahres (Italien)
Der Titel Italiens Fußballverein des Jahres wurde von 1997 bis 1999 und seit 2009 wieder jährlich von der Associazione Italiana Calciatori für den besten Verein der Serie A vergeben. Der Preis bezieht sich dabei immer auf die Spielzeit der Serie A, welche im Kalenderjahr der Preisverleihung beendet wurde. Die Auszeichnung war Teil der sogenannten Oscar del Calcio und gehört seit 2011 zu der jährlichen Preisverleihung Gran Galà del Calcio.

## Liste der Gewinner
| Jahr                 | Verein               | Größten Erfolge in diesem Jahr                              |                  |
| Oscar del Calcio     | Oscar del Calcio     | Oscar del Calcio                                            | Oscar del Calcio |
| -------------------- | -------------------- | ----------------------------------------------------------- | ---------------- |
| 1997                 | Juventus Turin       | Meisterschaft, Finale der Champions League                  | [ 1 ]            |
| 1998                 | Juventus Turin (2)   | Meisterschaft, Finale der Champions League                  | [ 1 ]            |
| 1999                 | Lazio Rom            | Gewinner vom Europapokal der Pokalsieger                    | [ 1 ]            |
| 2009                 | Inter Mailand        | Meisterschaft                                               | [ 1 ]            |
| 2010                 | Inter Mailand (2)    | Triple: Meisterschaft, Pokalsieger, Champions-League-Sieger | [ 1 ]            |
| Gran Galà del Calcio |                      |                                                             |                  |
| 2011                 | Udinese Calcio       | 4. Tabellenplatz                                            | [ 2 ]            |
| 2012                 | Juventus Turin (3)   | Meisterschaft                                               | [ 2 ]            |
| 2013                 | Juventus Turin (4)   | Meisterschaft                                               | [ 2 ]            |
| 2014                 | Juventus Turin (5)   | Meisterschaft                                               | [ 2 ]            |
| 2015                 | Juventus Turin (6)   | Meisterschaft, Pokalsieger, Finale der Champions League     | [ 2 ]            |
| 2016                 | Juventus Turin (7)   | Meisterschaft, Pokalsieger                                  | [ 2 ]            |
| 2017                 | Juventus Turin (8)   | Meisterschaft, Pokalsieger, Finale der Champions League     | [ 2 ]            |
| 2018                 | Juventus Turin (9)   | Meisterschaft                                               | [ 2 ]            |
| 2019                 | Atalanta Bergamo     | 3. Tabellenplatz, Pokalfinale                               | [ 2 ]            |
| 2020                 | Atalanta Bergamo (2) | 3. Tabellenplatz, Viertelfinale der Champions League        | [ 2 ]            |
| 2021                 | Inter Mailand (3)    | Meisterschaft                                               | [ 2 ]            |
| 2022                 | AC Mailand           | Meisterschaft                                               | [ 2 ]            |
| 2023                 | SSC Neapel           | Meisterschaft                                               | [ 2 ]            |
| 2024                 | Inter Mailand (4)    | Meisterschaft                                               | [ 2 ]            |